# Sirkus Finlandia

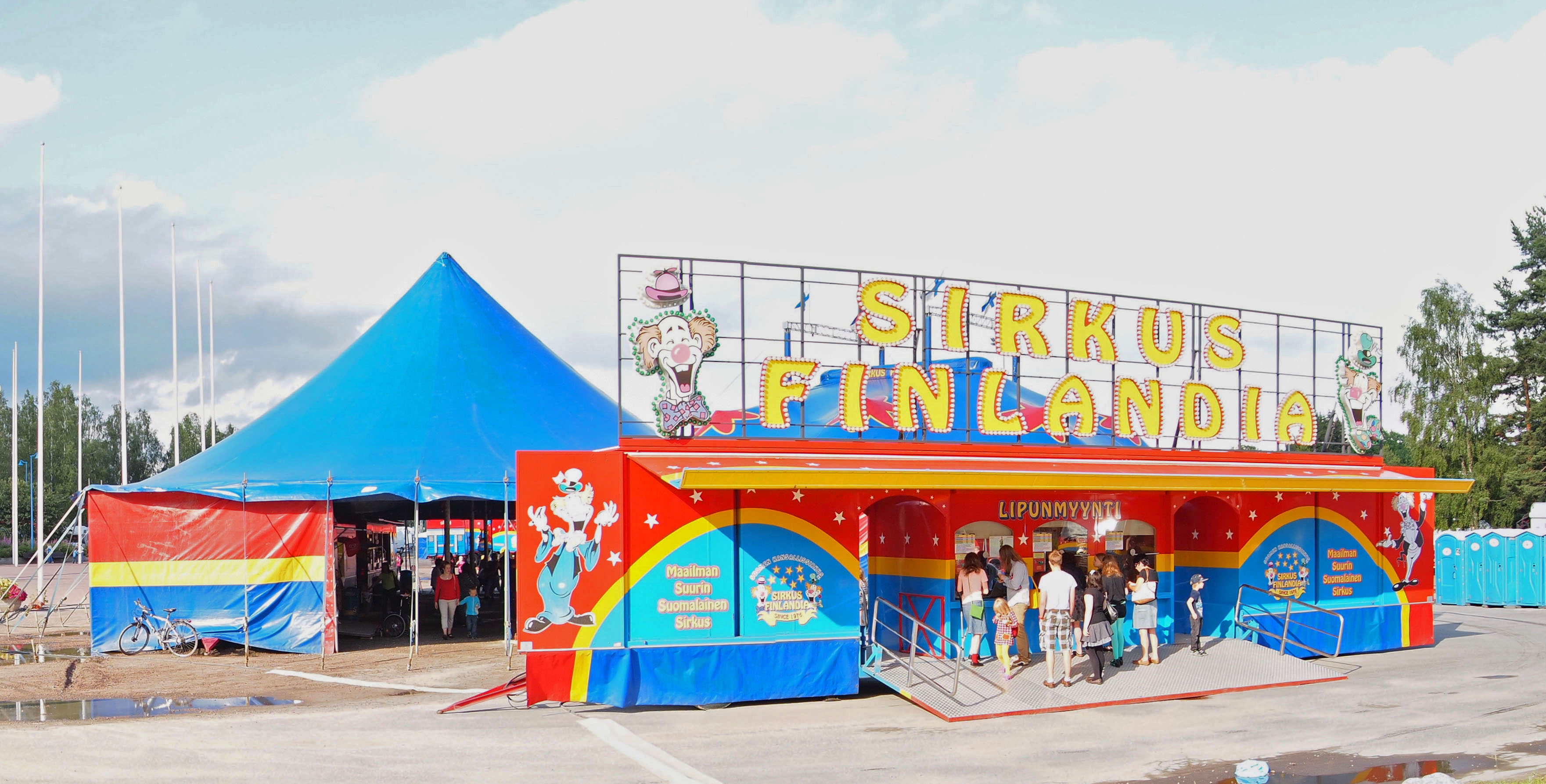
Sirkus Finlandia i Jyväskylä.

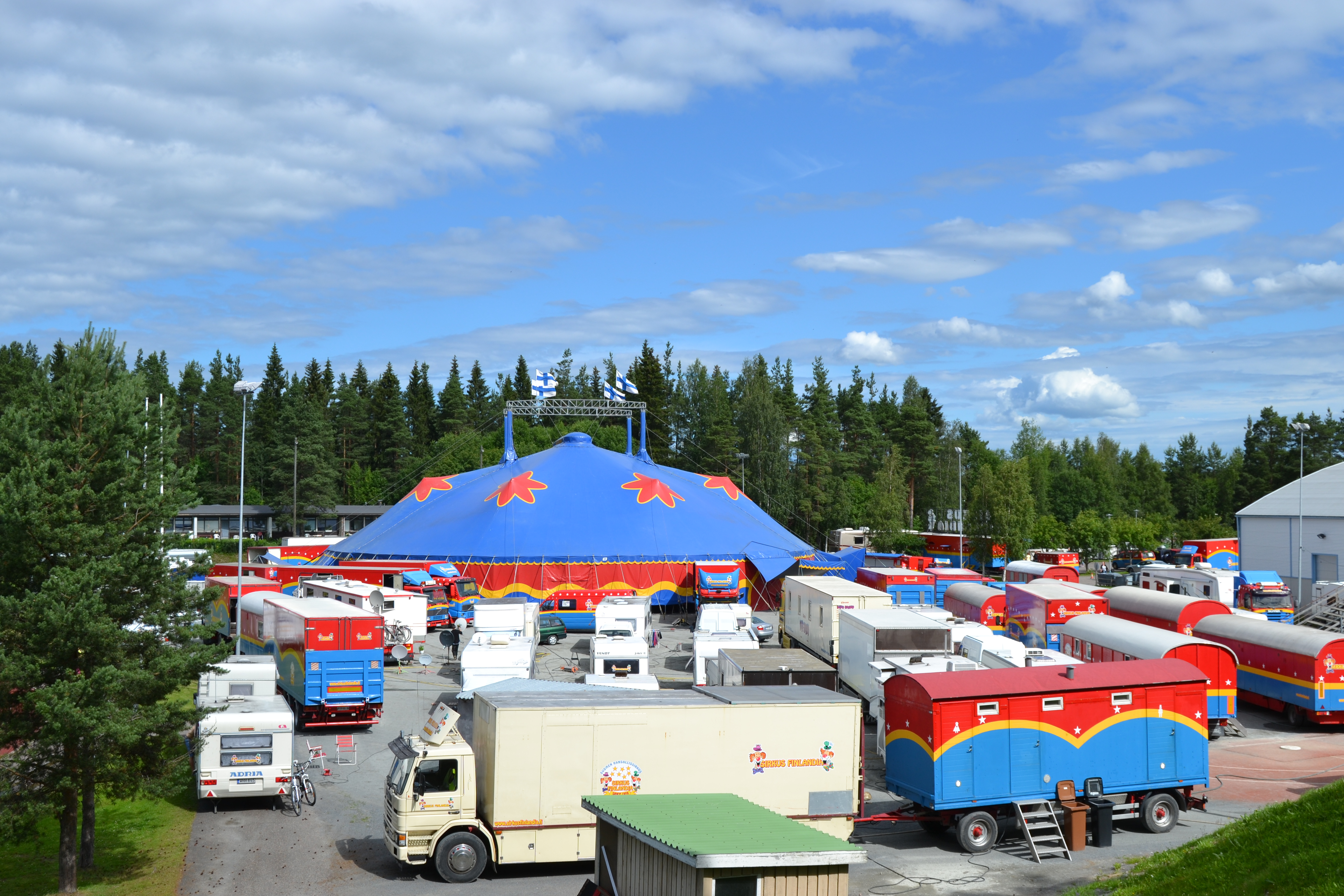
Sirkus Finlandia, 2012.

Sirkus Finlandia är en familjeägd finländsk cirkus, som grundades 1976 av Carl-Gustaf ("Kalle") Jernström (1944-2019). Den har sin bas i Bollsta i Pojo i Raseborg.
Sirkus Finlandia gav sin första föreställning i april 1976 på marknadsplanen i Ekenäs.
Carl-Gustav Jernström och hans fru Leena Jurvakainen (född 1946) har fyra barn: Maria, Anna, Heidi och Carl Johan, av vilka tre arbetar med familjens cirkus. 
Förutom artister sysselsätter cirkusen omkring 45 personer. En turné startar traditionellt i början av april vid idrottsplatsen i Karis med två föreställningar och fortsätter därefter i Ekenäs. Den slutar i oktober–november i Helsingfors. Under säsongen ger cirkusen föreställningar i mer än 120 städer i Finland. Cirkustältet tar 1.250 besökare.
Sirkus Finlandia leds sedan 2011 av Carl Johan ("Kalle junior") Jernström.